# تاتيانا شيمياكينا
تاتيانا ألكسندروفنا شيمياكينا (بالروسية: Татьяна Александровна Шемякина) هي عدائة مشي طويل روسية باختصاص ال20 كلم ولدت في يوم 3 سبتمبر 1987 في قرية ماكاروفا في روسيا، أبرز إنجازاتها هو فوزها بالميدالية الفضية في بطولة العالم لألعاب القوى 2007 التي أقيمت في أوساكا في اليابان.

## روابط خارجية
- تاتيانا شيمياكينا على موقع الاتحاد الدولي لألعاب القوى (الإنجليزية)